# Royal Air Lao
Royal Air Lao war eine laotische Fluggesellschaft mit Basis auf dem Flughafen Vientiane. Das Unternehmen hatte seinen Flugbetrieb Ende 1975 eingestellt, nachdem das Land infolge des politischen Umsturzes von der ICAO ausgeschlossen worden war.

## Geschichte
Royal Air Lao wurde im Jahr 1961 als Nachfolgerin der Air Laos Transports Aeriens im damaligen Königreiches Laos gegründet. Anfangs setzte die Gesellschaft, welche sich zu dieser Zeit zu 40 Prozent in Staatsbesitz befand, drei Flugzeuge des Typs Douglas DC-3 und eine Douglas DC-4 auf nationalen Strecken sowie international von Vientiane nach Bangkok, Hongkong und Saigon ein. Eine DHC Beaver ergänzte im Jahr 1965 die Flotte.
Ein politischer Umsturz und die Machtübernahme der kommunistischen Widerstandsbewegung Pathet Lao im Land bedeutete das Ende des internationalen Flugbetriebes, für welchen Royal Air Lao als laotische nationale Fluggesellschaft zuständig gewesen war. Im Inland flog die staatliche Lao Air Lines. Nach Einstellung des Flugbetriebs wurden am 24. März 1976 sechs eingelagerte ehemalige Flugzeuge der Royal Air Lao in einem Sturm zerstört.

## Flotte
| Typ                       | Einführung                    | Ausmusterung | Bemerkungen | Bild |
| ------------------------- | ----------------------------- | ------------ | --- | ---- |
| Boeing 307 Stratoliner    | 60er-Jahre; XW-TFP und XW-PGR | 1975         | übernommen von Aigle Azur (1946), Unfall von XW-PGR 1971 und Absturz von XW-TFP 1975 |      |
| Douglas DC-3              | 1962                          | 1975         | Das Flugzeug XW-TAD war am 24. Februar 1968 abgestürzt, XW-TAF, XW-TDR wurden im März 1976 in einem Sturm zerstört. XW-TDR war am 10. Januar 1970 von Neuseeland aus nach Laos gekommen und am 16. Januar 1970 in Betrieb gegangen. |      |
| Curtiss Commando          | 1968                          | 1974         | XW-PMF, XW-PFP. XW-PBW, übernommen von Air America, erstere Maschine wurde im März 1975 an Cambodia Air abgetreten. |      |
| Douglas DC-4 Douglas C-54 | 1962                          |              | XW-PND, XW-PNF, XW-PNI wurden in einem Sturm im 1976 zerstört, XW-PKH am Boden in Pnom Phen durch Rote Khmer. XW-TDE Absturz am 11. Februar 1972                                                                                    |      |
| Douglas DC-6              | XW-PEH, XW-PFZ                |              | Absturz der Maschine XW-PEH am 1. Februar 1972 |      |
| Lockheed L-188 Electra    | 1972; XW-PKA und XW-PWB       | 1975         | geleast von Qantas |      |
| Convair CV-440            | XW-PJZ                        |              | |      |
| Vickers Viscount          | 7. Dezember 1973, XW-TDN      | März 1975    | übernommen von Lao Air Lines, zerstört beim Startversuch eines Nicht-Piloten |      |
| Sud Aviation Caravelle    | 1972 XW-PNH                   |              | |      |

## Zwischenfälle

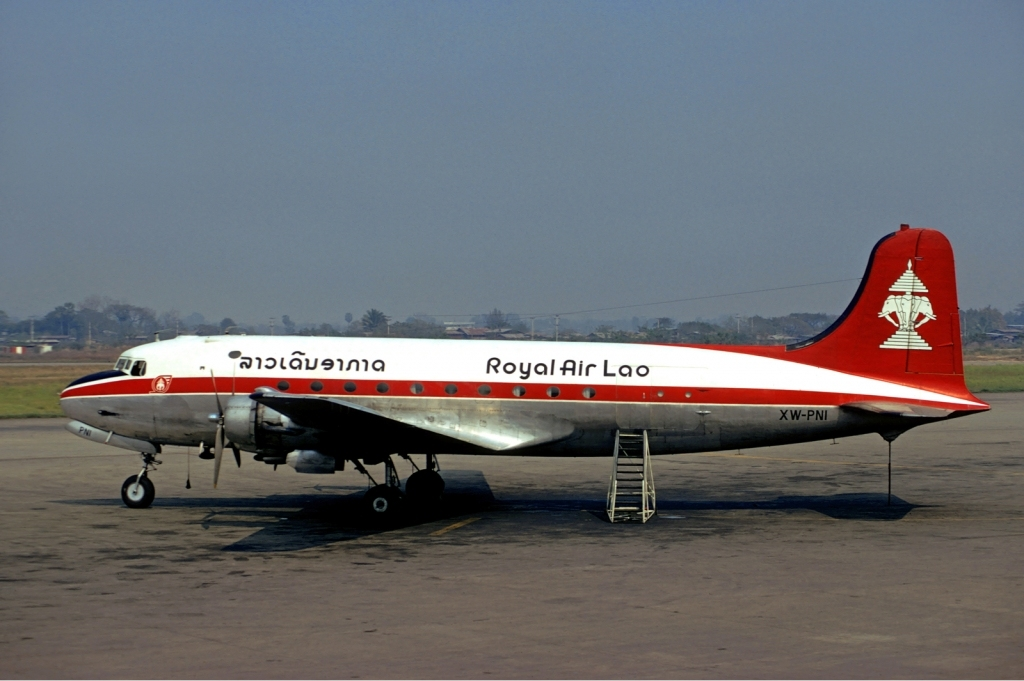
Eine Douglas DC-4 der Royal Air Lao, ähnlich den zerstörten Maschinen

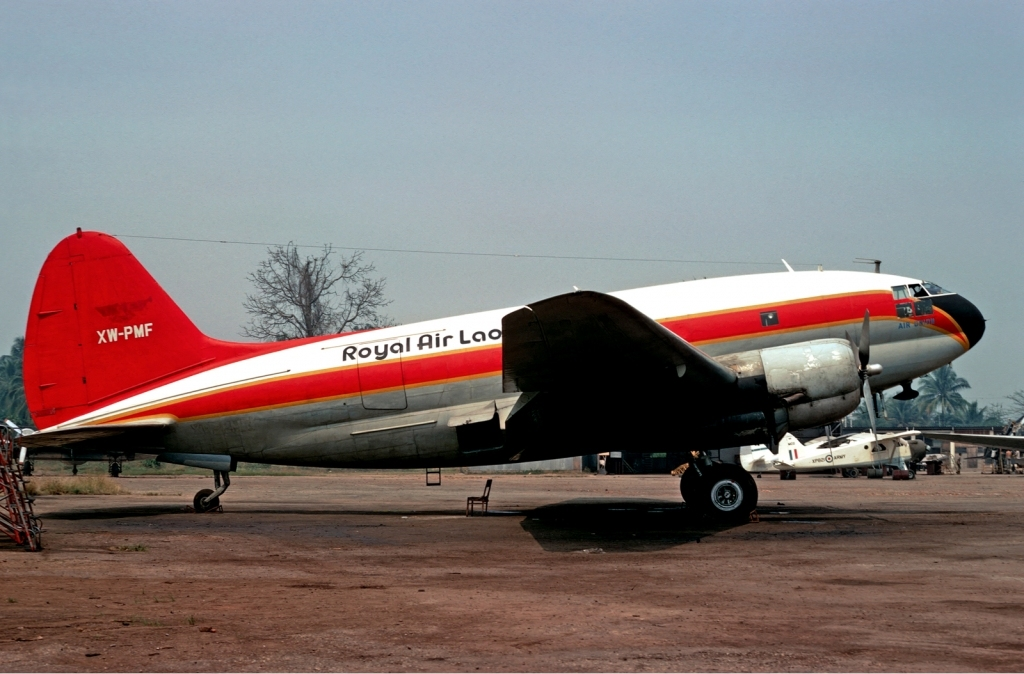
Eine Curtiss C-46 Commando der Royal Air Lao, ähnlich der 1974 verunglückten Maschine

- Am 24. Februar 1968 kollidierte eine Douglas DC-3 der Royal Air Lao (Luftfahrzeugkennzeichen XW-TAD) in der Nähe von Ban Napa (Laos) mit einem Berg und stürzte anschließend in den Mekong. Die Maschine befand sich auf einem Inlandsflug von Vientiane nach Sayaboury. Alle 37 Insassen, drei Besatzungsmitglieder und 34 Passagiere, wurden getötet.[13]

- Am 30. Juni 1971 verunglückte eine Douglas C-47B XW-TDI der Royal Air Lao am Flughafen Huay Xay.[14][15]

- Am 1. Februar 1972 wurde mit einer Douglas DC-6 der Royal Air Lao (XW-PEH) bei Tegal (Java, Indonesien) eine Notlandung gemacht. Die Besatzung hatte sich verflogen, woraufhin der Treibstoff ausgegangen war. Von den 9 Insassen wurden 6 getötet, ein Besatzungsmitglied und 5 Passagiere.[16]

- Am 11. Februar 1972 verschwand eine Douglas DC-4/C-54A-DO der Royal Air Lao (XW-TDE) auf dem Flug von Savannakhet (Laos) nach Vientiane. Es wurde gemeldet, dass die Maschine abgeschossen wurde. Alle 23 Insassen, sechs Besatzungsmitglieder und 17 Passagiere, wurden getötet.[17]

- Am 15. Oktober 1974 stürzte eine Curtiss C-46D-15-CU Commando der Royal Air Lao (XW-PBW) 120 Kilometer nordnordöstlich des Start- und Zielflughafens Vientiane (Laos) ab. Mit der Maschine sollte Ladung über einer unbekannten Abwurfzone in Laos abgeworfen werden. Alle 5 Besatzungsmitglieder, die einzigen Insassen auf dem Frachtflug, kamen ums Leben.[18]

- Im März 1975 (genaues Datum unbekannt) verunglückte eine Vickers Viscount 806 der Royal Air Lao (XW-TDN) beim Startversuch auf dem Flughafen Phnom Penh-Pochentong (Kambodscha). Ein Mensch ohne Pilotenlizenz hatte versucht, mit der Viscount zu starten. Alle 4 Insassen wurden getötet.[19]

- Am 10. April 1975 wurde eine Douglas DC-4/C-54A-5-DO der Royal Air Lao (XW-PKH) auf dem Flughafen Phnom Penh (Kambodscha) bei einem Angriff von Terroristen der Roten Khmer zerstört. Über Personenschäden ist nichts bekannt.[20]

- Am 24. März 1976 wurde eine Douglas DC-3/C-47A-90-DL der Royal Air Lao (XW-TAF) auf dem Flughafen Vientiane (Laos) bei einem schweren Sturm irreparabel beschädigt. Über Personenschäden ist nichts bekannt.[21]

- Am 24. März 1976 wurde eine Douglas DC-3/C-47A-DL der Royal Air Lao (XW-TDF) auf dem Flughafen Vientiane bei einem schweren Sturm irreparabel beschädigt. Über Personenschäden ist nichts bekannt.[22]

- Am 24. März 1976 wurde eine Douglas DC-3/C-47B-35-DK der Royal Air Lao (XW-TDR) auf dem Flughafen Vientiane (Laos) bei einem schweren Sturm irreparabel beschädigt. Über Personenschäden ist nichts bekannt.[23]

- Am 24. März 1976 wurde eine Douglas DC-4/C-54A-1-DO der Royal Air Lao (XW-PND) auf dem Flughafen Vientiane (Laos) bei einem schweren Sturm irreparabel beschädigt. Über Personenschäden ist nichts bekannt.[24]

- Am 24. März 1976 wurde eine Douglas DC-4/R5D-1 der Royal Air Lao (XW-PNF) auf dem Flughafen Vientiane (Laos) bei einem schweren Sturm irreparabel beschädigt. Über Personenschäden ist nichts bekannt.[25]

- Am 24. März 1976 wurde eine Douglas DC-4/C-54A-15-DC der Royal Air Lao (XW-PNI) auf dem Flughafen Vientiane (Laos) bei einem schweren Sturm irreparabel beschädigt. Über Personenschäden ist nichts bekannt.[26]